# Letis scops
Letis scops är en fjärilsart som beskrevs av Achille Guenée 1852. Letis scops ingår i släktet Letis och familjen nattflyn. Inga underarter finns listade i Catalogue of Life.